# Académie des sciences
Académie des sciences (dansk: Videnskabernes Akademi) er et fransk naturvidenskabeligt akademi, der blev grundlagt af Ludvig 14. i 1666 efter forslag fra Jean-Baptiste Colbert. Det havde oprindeligt sæde i Louvre i Paris.
Akademiet har til formål at understøtte og beskytte fransk videnskabelig forskning. Det var førende indenfor videnskabelig udvikling i Europa i det 17. og 18. århundrede og var et af de tidligste videnskabelige akdemier. Académie des sciences blev lukket under revolutionen i 1793, men genopstod to år senere som 1. klasse af Institut de France. Akademiet fik i 1816 sit oprindelige navn tilbage.